# Aeschynomene neglecta
Aeschynomene neglecta är en ärtväxtart som beskrevs av Frank Nigel Hepper. Aeschynomene neglecta ingår i släktet Aeschynomene och familjen ärtväxter. Inga underarter finns listade i Catalogue of Life.